# Christian Schwegler
Christian Schwegler (Ettiswil, 6 juni 1984) is een Zwitsers voetballer (rechtsback) die sinds 2009 voor de Oostenrijkse eersteklasser Red Bull Salzburg uitkomt. Voordien speelde hij onder meer voor Arminia Bielefeld en Young Boys Bern. Schwegler is bekend vanwege zijn verre uitworpen.
Schwegler speelde in de periode 2003-2006 zes wedstrijden voor de Zwitserse U-21.
Schwegler heeft een jongere broer, Pirmin, die ook profvoetballer is en aanvoerder is bij het Duitse TSG 1899 Hoffenheim

## Erelijst
Red Bull Salzburg
- Bundesliga

2010, 2012, 2014, 2015, 2016
1 Blaswich  ·
3 Terzić ·
4 Blank ·
5 Okoh ·
6 S. Baidoo ·
7 Capaldo ·
8 Bajcetic ·
10 Clark ·
11 Fernando ·
14 Kjærgaard ·
15 Diambou ·
16 Kawamura ·
18 Bidstrup ·
19 Konaté ·
20 E. Baidoo ·
21 Ratkov ·
23 Gadou ·
24 Schlager ·
27 Gourna-Douath ·
28 Daghim ·
29 Guindo ·
30 Gloukh ·
36 Mellberg ·
39 Morgalla ·
45 Nene ·
49 Yeo ·
55 Wallner ·
70 Dedić ·
81 Diakité ·
91 Piątkowski ·
Coach: Letsch